# Affrontement d'Aguililla
Guerre de la drogue au Mexique
Batailles
L'affrontement d'Aguililla est un affrontement armé opposant le Cartel de Jalisco Nouvelle Génération et les Cárteles Unidos (Cartels Unis), ayant eu lieu le 31 mars 2021 dans l’État de Michoacán au Mexique.

## Contexte
Les Cárteles Unidos (CU) sont un groupe criminel créé en 2010 et rassemblant alors les membres du Cartel de Milenio restés loyaux au Cartel de Sinaloa. Le groupe a été originellement fondé pour combattre l'influence de Los Zetas dans les États de Michoacán et de Jalisco. Les CU sont aujourd'hui rivaux du Cartel de Jalisco Nouvelle Génération,.

## Déroulé
Dans la matinée du 31 mars 2021, environ trois fusillades éclatent dans la ville d'Aguililla. Les fusillades ont lieu quelques heures après l'arrestation au Guatemala de l'ancien maire de la ville, Adalberto Fructuoso Comparán, identifié comme le chef d'un réseau de trafic de drogues vers les États-Unis. Il serait membre des Cárteles Unidos.
Les assaillants seraient arrivés à bord de véhicules marqué du sigle "CJNG". Les assauts ont été menés depuis les collines entourant la ville, qui est située sur le plateau de Purépecha, où la criminalité est forte. Des témoins signalent que ni la police, ni l'armée, ne s'est rendue sur place pour stopper les attaques,,.

## Bilan humain
Au moins 26 corps sont retrouvés sur place, dont huit décapités. Ils appartiendraient à des membres des Cárteles Unidos.